# Isla Haidian
La isla Haidian (en chino tradicional, 海甸島;; en chino simplificado, 海甸岛; pinyin, Hǎidiàn Dăo) es una isla que forma parte de la ciudad de Haikou, en la provincia de Hainan, al sur de China. El campus principal de la Universidad de Hainan se encuentra en la isla de Haidian, que es también el hogar del parque de Baishamen, una instalación al lado del mar y recreativa ubicada en la costa norte.